# 아마로 신부의 범죄
아마로 신부의 범죄(El Crimen Del Padre Amaro, The Crime Of Father Amaro)는 프랑스에서 제작된 카를로스 카레라 감독의 2002년 드라마, 멜로/로맨스 영화이다. 가엘 가르시아 베르날 등이 주연으로 출연하였다.

## 출연

### 주연
- 가엘 가르시아 베르날
- 아나 크라우디아 타란콘

### 조연
- 산초 그라시아
- 안젤리카 아라곤
- 루이사 휴어타스
- 에르네스토 고메즈 크루즈

## 제작진
- 공동제작: 조세 마리아 몰라레스
- 협력프로듀서: 클라우디아 베커
- 의상: 마리아 에스텔라 페르난데즈
- 배역: 산드라 리언 벡커